# サエラ
サエラは、ボーカルの菊地由利子(1959年1月12日 - )とピアノの高橋朋子(1955年2月1日 - )によって構成される日本の音楽ユニット。元アミューズ所属。オリジナル曲のほか歌謡曲、童謡、民謡などのレパートリーを持つ。

## 略歴
1993年に結成され、主に青森県で活動。2010年に徳間ジャパンからメジャーデビュー、2012年にテイチクに移籍。2005年から青森放送「サエラの想いで散歩道」、2011年から文化放送「サエラと歌おう～ニッポニアソング～」のパーソナリティを務める。